# Nekrolog 1325
Nekrolog
◄◄
| ◄
| 1321
| 1322
| 1323
| 1324
| 1325 | 1326 | 1327 | 1328 | 1329 | ► | ►►
Weitere Ereignisse | Allgemeiner Nekrolog 1325
Die Beschreibung der verstorbenen Person sollte so kurz wie möglich gehalten sein und nur deren signifikante Tätigkeit(en) enthalten.
Neue Namen ggf. auch unter dem Geburts- und Sterbedatum, also etwa unter 1. Januar und im Geburts- und Sterbejahr (2024) eintragen (nur bei entsprechender großer Wichtigkeit). Für Beispiele siehe die schon vorhandenen Artikel.
Außerdem über die fünf zuletzt Verstorbenen, zu denen es einen ausreichend guten Artikel für eine Präsentation auf der Hauptseite gibt, nach der todesbedingten Überarbeitung der Artikel ggf. auch unter Wikipedia Diskussion:Hauptseite informieren und sie am besten auch in den anderen Wikipedia-Sprachversionen eintragen. Tipp: Regelmäßig bei news.google.de nach „ist tot“, „gestorben“ oder „verstorben“ suchen.
Wenn eine Person gestorben ist, gibt es viele Seiten zu dieser Person in der Wikipedia, die davon auch betroffen sind und entsprechend aktualisiert werden müssen. Beispiele: Namenübersichtsseite, Geburtsjahr, Geburtsort-Seiten und viele mehr.
Wie finde ich die betroffenen Seiten?
Im Suchfeld auf der linken Seite gibt man den Suchbegriff so ein: „Vorname Nachname“. Dann klickt man auf Volltext und alle Seiten mit entsprechendem Suchtext werden aufgerufen. Hier sieht man dann schnell, wo auch das Todesjahr Sinn macht oder sogar ein Teil des Artikels angepasst werden muss. Auch hilft das „Werkzeug“ auf der linken Seite sehr gut, um solche Seiten aufzufinden: „Links auf diese Seite“. Somit ist die Wikipedia wieder aktuell in allen Bereichen! Hinweis: bei Eintragung der Kategorie „Gestorben JAHR“ wird der Missbrauchsfilter 49 ausgelöst, was jedoch nicht schlimm ist. Siehe: Spezial:Missbrauchsfilter/49
Dies ist eine Liste von im Jahr 1325 verstorbenen bekannten Persönlichkeiten. Die Einträge erfolgen innerhalb der einzelnen Daten alphabetisch sortiert. Tiere sind im Nekrolog für Tiere zu finden.

## Januar
| Tag        | Name                             | Beruf, bekannt als | Alter | Beleg |
| ---------- | -------------------------------- | ------------------ | ----- | ----- |
| 7. Januar  | Dionysius                        | König von Portugal | 63    |       |
| 20. Januar | John Hastings, 2. Baron Hastings | englischer Adliger |       |       |

## März
| Tag      | Name                                       | Beruf, bekannt als                    | Alter | Beleg |
| -------- | ------------------------------------------ | ------------------------------------- | ----- | ----- |
| 12. März | Erich II.                                  | Herzog von Schleswig                  |       |       |
| 17. März | Gerhard von Wippingen                      | Bischof von Lausanne und Basel        |       |       |
| 20. März | William Ferrers, 1. Baron Ferrers of Groby | englischer Adeliger                   | 53    |       |
| März     | Robert de Umfraville, 8. Earl of Angus     | englischer Adeliger, 9. Earl of Angus |       |       |

## April
| Tag      | Name                                     | Beruf, bekannt als | Alter | Beleg |
| -------- | ---------------------------------------- | ------------------ | ----- | ----- |
| 5. April | Ralph de Monthermer, 1. Baron Monthermer | englischer Peer    |       |       |

## Juni
| Tag      | Name           | Beruf, bekannt als                                   | Alter | Beleg |
| -------- | -------------- | ---------------------------------------------------- | ----- | ----- |
| 5. Juni  | Eberhard I.    | Graf von Württemberg (1279–1325)                     | 60    |       |
| 23. Juni | Chungseon Wang | 26. König des Goryeo-Reiches und der Goryeo-Dynastie | 49    |       |

## Juli
| Tag     | Name        | Beruf, bekannt als                                  | Alter | Beleg |
| ------- | ----------- | --------------------------------------------------- | ----- | ----- |
| 6. Juli | Ismail I.   | Emir von Granada                                    |       |       |
| 6. Juli | John Salmon | englischer Ordensgeistlicher, Diplomat und Minister |       |       |

## September
| Tag           | Name          | Beruf, bekannt als       | Alter | Beleg |
| ------------- | ------------- | ------------------------ | ----- | ----- |
| 21. September | Burchard III. | Erzbischof von Magdeburg |       |       |

## Oktober
| Tag         | Name                    | Beruf, bekannt als                 | Alter | Beleg |
| ----------- | ----------------------- | ---------------------------------- | ----- | ----- |
| 10. Oktober | Eberhard IV. von Walsee | Landeshauptmann von Oberösterreich |       |       |
| 13. Oktober | Robert VII.             | Graf von Auvergne Boulogne         |       |       |

## November
| Tag          | Name                  | Beruf, bekannt als                                        | Alter | Beleg |
| ------------ | --------------------- | --------------------------------------------------------- | ----- | ----- |
| 1. November  | Alexander Huno        | Ratssekretär, Chronist und Ratsherr der Hansestadt Lübeck |       |       |
| 8. November  | Wizlaw III.           | slawischer Fürst von Rügen                                |       |       |
| 21. November | Juri I. Daniilowitsch | russischer Fürst von Moskau (1303–1325)                   |       |       |
| 27. November | Vitus von Habdank     | Bischof von Breslau                                       |       |       |

## Dezember
| Tag          | Name                     | Beruf, bekannt als                                                              | Alter | Beleg |
| ------------ | ------------------------ | ------------------------------------------------------------------------------- | ----- | ----- |
| 16. Dezember | Karl I.                  | Regent von Frankreich, Titularkönig von Aragon und Valencia, Graf von Barcelona | 55    |       |
| 18. Dezember | Dschamāl ad-Dīn al-Hillī | schiitischer Theologe                                                           | 75    |       |

## Datum unbekannt
| Tag | Name                          | Beruf, bekannt als                                                                | Alter | Beleg |
| --- | ----------------------------- | --------------------------------------------------------------------------------- | ----- | ----- |
|     | Amir Chosrau                  | indisch-persischer Dichter und Musikwissenschaftler                               |       |       |
|     | Chai Songkhram                | König von Lan Na                                                                  |       |       |
|     | Ghiyas-ud-din Tughluq Shah I. | Gründer und erste Herrscher der türkischen Tughlak-Dynastie im Sultanat von Delhi |       |       |
|     | Alwin Grope                   | Lübecker Ratsherr                                                                 |       |       |
|     | Keizan Jōkin                  | Gründer des Zen-Tempels Sōji-ji                                                   |       |       |